# Newstead (Nottinghamshire)
Newstead – wieś w Anglii, w hrabstwie Nottinghamshire, w dystrykcie Gedling. Leży 15 km na północny zachód od miasta Nottingham i 189 km na północny zachód od Londynu.